# Saab JA-37 Viggen
Saab JA 37 Viggen – szwedzki samolot myśliwsko-szturmowy zaprojektowany w 1964 roku przez wytwórnię lotniczą SAAB i produkowany w latach 1970–1990 jako następca myśliwca J 35 Draken.

## Historia
Pierwsze próby skonstruowania samolotu mającego zastąpić Drakena podjęto w latach 1952–1957 pod kierunkiem projektanta fińskiego Aarnego Lakomy. Prace nad budową prototypu rozpoczęto w 1964 roku, a oblatano go 8 lutego trzy lata później. Celem projektu było zbudowanie jednosilnikowego samolotu z bardzo mocną jednostką napędową, posiadającego zdolności krótkiego startu i lądowania (STOL), który mógłby startować i lądować na zaimprowizowanych lotniskach polowych w postaci dróg lub autostrad w przypadku zniszczenia bronią jądrową głównych lotnisk. Inne wymagania poza zdolnością do lotów z prędkościami naddźwiękowymi na niskim pułapie i dwukrotną prędkością dźwięku na dużej wysokości to umiejętność krótkiego lądowania przy niskich kątach natarcia, w celu uniknięcia uszkodzeń podczas użytkowania polowych pasów startowych.

## Opis konstrukcji
Aby spełnić wszystkie te wymagania wytwórnia Saab postanowiła zbudować samolot w konfiguracji kaczki ze skrzydłami typu delta i dużymi przednimi powierzchniami sterowymi umocowanymi nieco wyżej i nadającymi maszynie charakterystyczną sylwetkę. Od tej pory konfiguracja płatowca w układzie kaczki stała się dość popularna wśród konstruktorów samolotów myśliwskich i stosowana także w nowocześniejszych maszynach takich jak Eurofighter Typhoon i IAI Kfir. Ze względu na duże dziobowe powierzchnie sterowe Viggena, które również generowały siłę nośną można porównać tę maszynę do nowoczesnego dwupłata. Przednie skrzydła kierowały powietrze ponad tylnymi płatami dzięki czemu zmniejszyła się prędkość przeciągnięcia co korzystnie wpłynęło na skrócenie drogi lądowania.
W celu zapewnienia odpowiedniej wytrzymałości maszyny do lądowania na lotniskach polowych, do budowy kadłuba użyto wielu elementów tytanowych (np. przegrody ogniowe silnika), a podwozie maszyny skonstruowano w nietypowym dwukołowym układzie tandem (dwa koła jedno za drugim). Taka konstrukcja podwozia jest typowa dla samolotów pasażerskich i transportowych, ale w myśliwcach raczej rzadko spotykana. Viggen od początku był projektowany jako maszyna łatwa do naprawy i obsługi także przez niewykwalifikowany personel naziemny. W kadłubie znajdowało się ponad 100 punktów umożliwiających dostęp do systemów maszyny bez użycia drabin czy podestów, a zdejmowana osłona dzioba pozwalała na łatwe przeglądy radaru, tak samo jak łatwa do zdjęcia tylna część kadłuba ułatwiająca dostęp do silnika. Wszystkie systemy pokładowe miały budowę modułową pozwalającą na łatwą ich wymianę, oraz wbudowane procedury samotestujące dla szybkiego diagnozowania uszkodzeń.

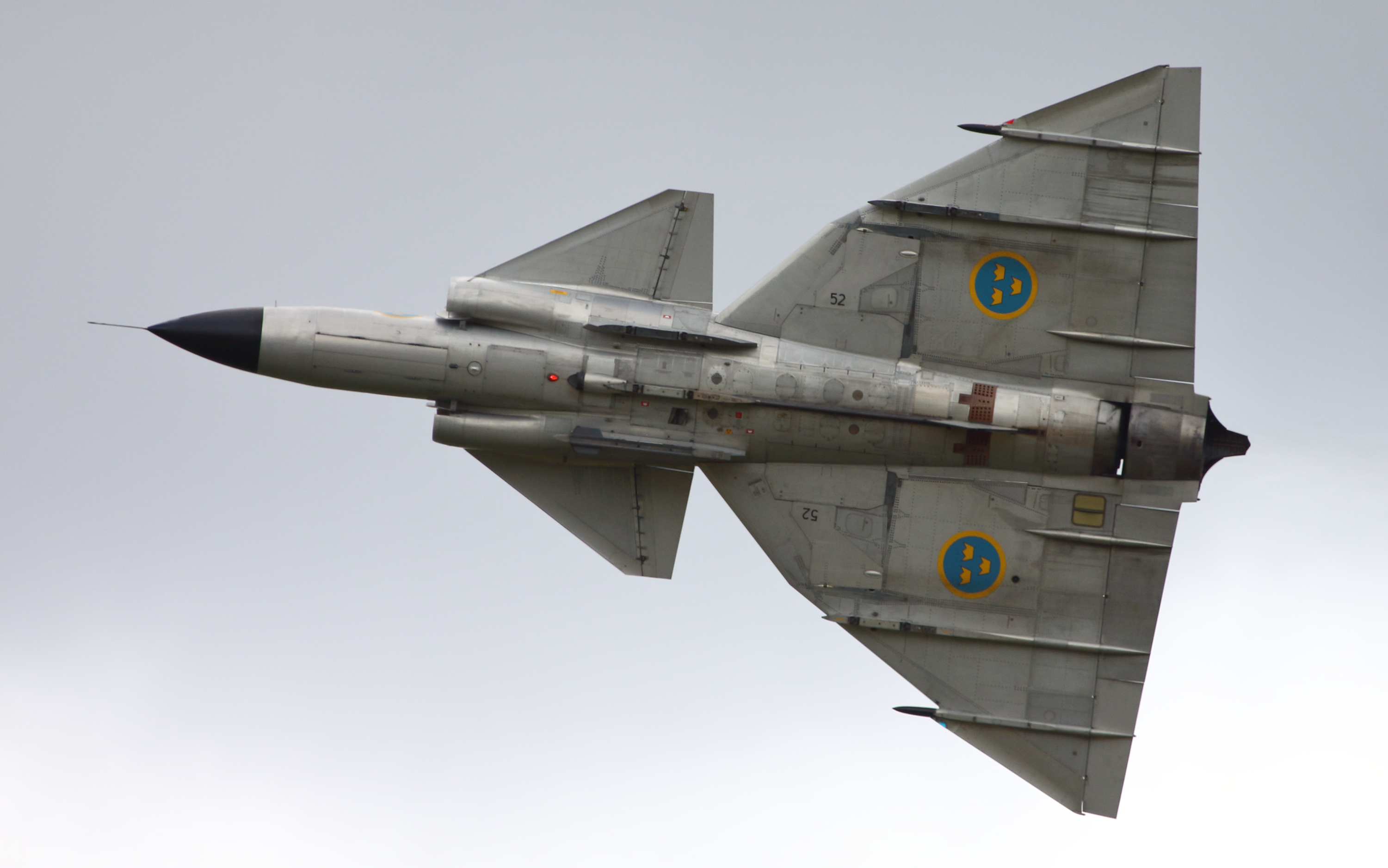
Viggen od dołu, widoczny zastosowany układ konstrukcyjny

Kadłub maszyny był dość smukły z dwoma owalnymi wlotami powietrza do silnika umieszczonymi po bokach kadłuba. Zastosowanie stopów aluminium jako materiału konstrukcyjnego, oraz tytanu spowodowało, że masa własna maszyny była relatywnie mała w porównaniu do jej rozmiarów. Na końcu kadłuba zainstalowano pojedynczy statecznik pionowy, który można było składać w lewą stronę w celu zmniejszenia wysokości maszyny i ułatwienia hangarowania w warunkach polowych.
Napęd maszyny stanowił dwuprzepływowy Volvo RM8A będący licencyjną wersją silnika Pratt & Whitney JT8D-22, taki sam jaki wykorzystano do napędu samolotu pasażerskiego Boeing 727. Silnik wyposażono w szwedzki dopalacz pozwalający uzyskać 115,7 kN ciągu, oraz odwracacz ciągu skracający drogę lądowania maszyny. Odwracacz ciągu miał postać trzech klap uruchamianych po dotknięciu przednim kołem podwozia powierzchni pasa startowego, które po otwarciu kierowały gazy wylotowe przez trzy prostokątne otwory w ogonowej części kadłuba.
Viggen był wyposażony w automatycznie wysuwaną wraz z podwoziem turbinę wiatrową, która generowała energię konieczną do zasilenia układów hydraulicznych w przypadku awarii zasilania głównego. Maszyna posiadała sześć zbiorników paliwa, po jednym w skrzydłach, jeden za kabiną i trzy zlokalizowane wokół silnika, jeden nad nim i dwa po bokach. Nie przewidywano możliwości tankowania w powietrzu, dlatego samolot nie posiadał przeznaczonej do tego sondy.
W kabinie Viggena zainstalowano wyprodukowany w Szwecji fotel wyrzucany wspomagany silnikiem rakietowym, oznaczony symbolem SAAB Mark 2 klasy zero-zero, czyli umożliwiającym ewakuację przy zerowej prędkości i zerowej wysokości. Później dodano urządzenie odbezpieczające fotel po przekroczeniu prędkości 75 km/h, ze względu na wypadek przypadkowego uruchomienia katapulty w stojącym samolocie co skutkowało śmiercią pilota. Szwedzki SAAB Mark 2 powstał ze względu na politykę Szwecji polegającą na opracowywaniu własnych rozwiązań bez względu na koszty, chociaż stosowany w większości ówczesnych maszyn odrzutowych fotel firmy Martin-Baker był równie dobry lub lepszy, oraz tańszy.
JA-37 Viggen został opracowany przy dużym wkładzie technologii i doświadczeń amerykańskich w ramach umowy o współpracy i wymianie technologii wojskowych zawartej między oboma rządami. Umowa ta była częścią gwarancji bezpieczeństwa udzielonych oficjalnie neutralnej Szwecji przez rząd Stanów Zjednoczonych. W zamian rząd amerykański żądał ochrony rozmieszczonych wzdłuż zachodnich wybrzeży Szwecji okrętów podwodnych wyposażonych w pociski UGM-27 Polaris z głowicami jądrowymi. W konsekwencji Viggen został opracowany szybciej i mniejszym kosztem niż gdyby był konstruowany wyłącznie przez Szwecję.

## Wersje samolotu Viggen

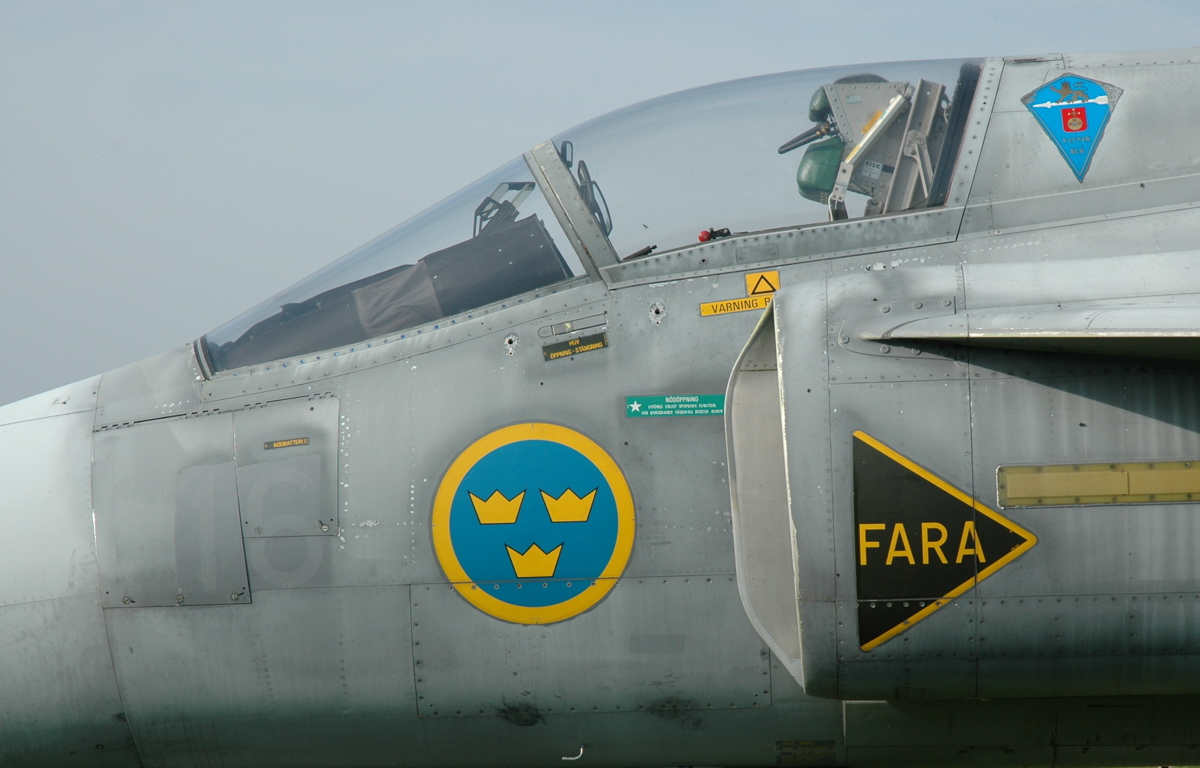
Kabina samolotu Saab JA 37 Viggen

### AJ 37
Pierwszy wprowadzony do służby samolot w wersji myśliwsko-szturmowej. Litery oznaczenia AJ pochodzą od Attack Jakt - szturmowo-myśliwski. AJ 37 posiadał siedem węzłów do podwieszenia uzbrojenia, po dwa pod skrzydłami, dwa na wlotach powietrza i jeden centralny pod kadłubem, na którym można było zainstalować także zbiornik paliwa. Na płatach było jeszcze przewidywane miejsce na dwa dodatkowe punkty podwieszeń, które jednak nie były wykorzystywane. Łączna maksymalna masa uzbrojenia podwieszanego wynosiła 7000 kg. Standardowe uzbrojenie samolotu mogły stanowić:
- Bomby i zasobniki z niekierowanymi pociskami rakietowymi. Typową konfiguracją było 16 bomb odłamkowych o wagomiarze 120 kg, oraz zbiornik paliwa na centralnym punkcie podwieszeń. Standardowym zasobnikiem pocisków niekierowanych była wyrzutnia Bofors M70 zawierająca sześć pocisków kalibru 135 mm wyposażonych w głowice burzące lub odłamkowe. AJ 37 Viggen mógł przenosić do czterech takich wyrzutni, po jednej na wlotach powietrza i na skrzydłach.
- Kierowane przeciwokrętowe pociski rakietowe SAAB Rb04 z silnikami na paliwo stałe. Symbol Rb jest skrótem szwedzkiego słowa Robot oznaczającego kierowany pocisk rakietowy.
- Pociski rakietowe klasy powietrze-ziemia SAAB Rb05 podobne do amerykańskich AGM-12 Bullpup.
- Zasobniki podwieszane z działkami ADEN kalibru 30 mm z zapasem po 150 sztuk amunicji, produkowanymi w Szwecji na licencji brytyjskiej.
- Do samoobrony AJ 37 mógł przenosić naprowadzane na podczerwień pociski rakietowe klasy powietrze-powietrze Rb24 będące licencyjną wersją amerykańskich AIM-9B Sidewinder, a później także nowszej odmiany AIM-9J Sidewinder. Viggen mógł przenosić również pociski Rb28 będące wersją AIM-4 Falcon, które jednak w momencie wprowadzenia maszyny do służby były już przestarzałe i stopniowo wycofywane. AJ 37 Viggen nie posiadał możliwości wystrzeliwania pocisków naprowadzanych radiolokacyjnie, ze względu na brak obsługi takich pocisków przez radar pokładowy.
- Zasobniki przeciwdziałania elektronicznego Ericsson EriJammer 200, oraz wyrzutniki pułapek termicznych i radiolokacyjnych.

Zbudowano 109 maszyn w wersji AJ 37, które weszły na wyposażenie sześciu eskadr Szwedzkich Sił Zbrojnych Flygvapnet.

### SF 37
Samolot w wersji rozpoznawczej oblatany 21 maja 1973 roku. Oznaczenie SF od Spanings Foto - samolot rozpoznania fotograficznego. Dostawy do jednostek rozpoczęły się w 1977 i do początku 1980 dostarczono 28 maszyn tego typu. SF-37 Viggen zastąpił w roli rozpoznawczej samolot S 35E Draken.
SF-37 był zmodyfikowaną wersją samolotu szturmowo-myśliwskiego AJ 37, ale wyposażoną w nową część dziobową zawierającą 7 kamer fotografujących pod różnymi kątami, skaner podczerwieni i urządzenia zapisujące. Kamery mogły być konfigurowane do wykonywania misji rozpoznawczych z dużego lub niskiego pułapu. Pilot posiadał w kabinie peryskop ułatwiający wykonywanie fotografii pionowych obiektów znajdujących się dokładnie pod samolotem. Zasobniki ze sprzętem rozpoznawczym podwieszone na uchwytach pod wlotami powietrza zawierały system czujników podczerwieni dla nocnych misji rozpoznawczych Red Baron ze specjalną lampą błyskową, lub kamerę dalekiego zasięgu z teleobiektywem (LOROP). SF 37 nie posiadał radaru, ale wyposażono go w odbiornik ostrzegający o opromieniowaniu wiązką radiolokacyjną RWR, środki przeciwdziałania namierzeniu przez obronę przeciwlotniczą, oraz dwa pociski rakietowe Sidewinder do samoobrony.

### SH 37
Samolot w wersji rozpoznania morskiego. SH od Spanings Havsoevervakning - obserwacja i rozpoznanie wybrzeża. Maszyna testowa tej wersji powstała po przebudowaniu trzeciego prototypu AJ 37 i oblatana 10 grudnia 1973. Zewnętrznie maszyna była bardzo trudna do odróżnienia od odmiany myśliwsko-szturmowej. Największym modyfikacjom poddano awionikę dodając nowocześniejszy radar Ericsson PS-371/A o większym zasięgu, zoptymalizowany do pełnienia misji rozpoznania morskiego. Odczyty z ekranu radarowego były zapisywane na taśmie wideo przy pomocy kamery zainstalowanej w kabinie w celu późniejszej analizy. Druga kamera rejestrowała położenie celu w stosunku do samolotu, a pilot nagrywał swoje komentarze na magnetofon. SH 37 mógł przenosić zasobniki Red Baron i LOROP. Początkowo planowano budowę jednego samolotu rozpoznawczego, który miałby wypełniać zadania zarówno maszyn SF-37 jak i SH-37, ale ze względu na brak możliwości zainstalowania w części dziobowej jednocześnie radaru i zestawu kamer zrezygnowano z tego rozwiązania. SH 37 mógł przenosić odbiornik RWR i pociski Sidewinder do samoobrony, albo taki sam zestaw uzbrojenia ofensywnego jak AJ 37. Zbudowano 27 maszyn wersji SH 37 w latach 1977-1979. Szwedzkie eskadry rozpoznawcze posiadały oba typy maszyn.

### SK 37

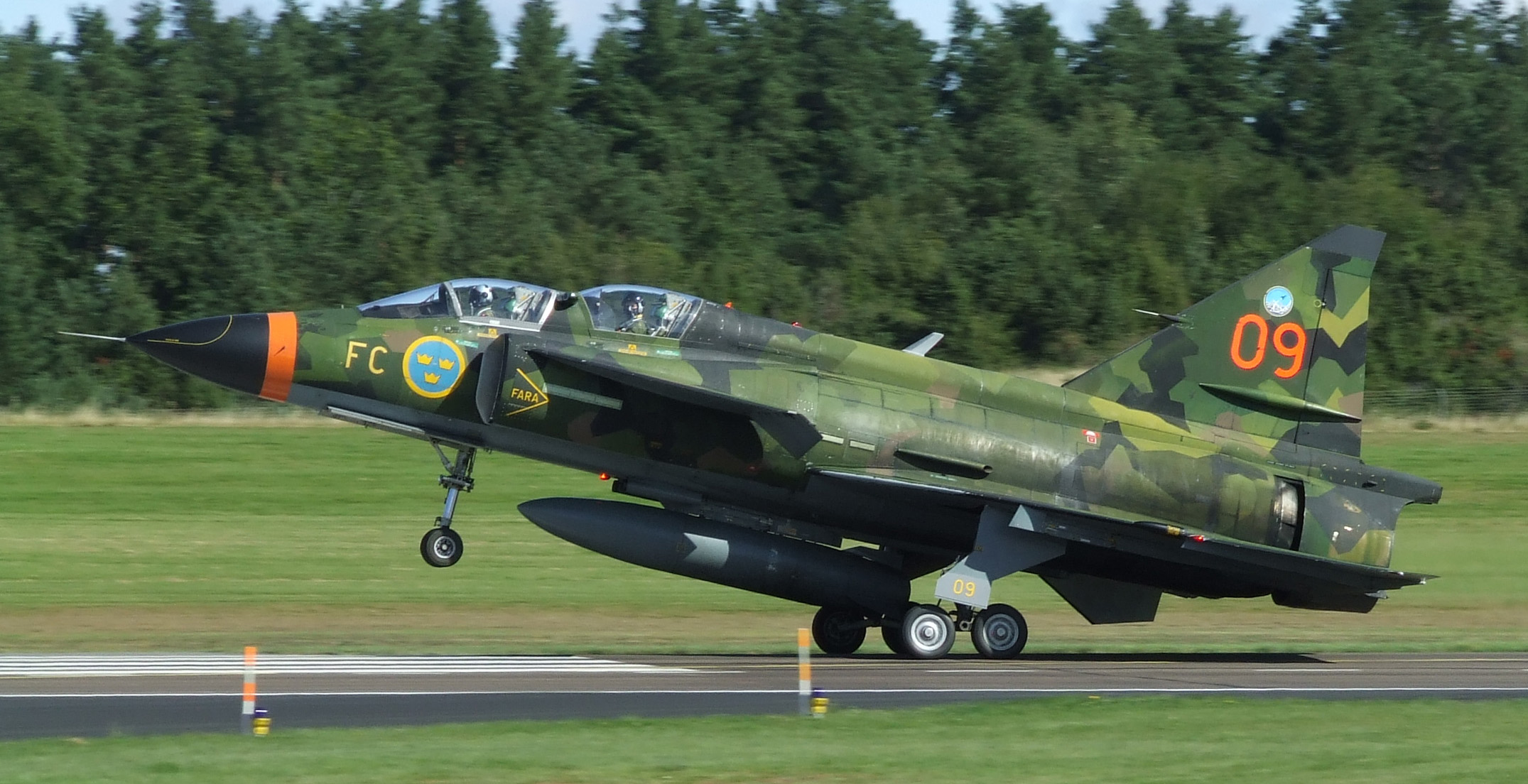
SK 37

Początkowo nie przewidywano budowy dwumiejscowej wersji Viggena, ale Szwedzkie Siły Powietrzne zdecydowały o powstaniu takiej odmiany. Nowy samolot oznaczony jako SK 37 (SK od Skol - szkolny) został oblatany 2 lipca 1970 roku, a pierwszy z 17 egzemplarzy seryjnych dostarczono w czerwcu 1972.
SK 37 został zbudowany na bazie myśliwsko-szturmowego AJ 37 poprzez dodanie za kabiną pilota drugiej niezależnej kabiny dla instruktora. Miejsce na drugi kokpit wygospodarowano poprzez zmniejszenie znajdującego się tam zbiornika paliwa, w zamian dodając dodatkowy zbiornik pod ogonem maszyny. Dla poprawienia widoczności do przodu z kabiny instruktora zainstalowano dwa peryskopy. Statecznik pionowy wydłużono o 10 cm zaginając jego szczyt ku tyłowi.
SK 37 nie posiadał radaru przez co jego zdolności bojowe były znacznie ograniczone. Zrezygnowano również z odbiornika RWR chociaż jego osłona pozostała na miejscu.

### JA 37
Myśliwiec przechwytujący JA 37 (J od Jakt - myśliwiec) został oblatany 27 września 1974 roku, a pierwsza maszyna produkcyjna 4 listopada 1977. Myśliwce JA 37 zaczęły trafiać do jednostek w 1980 roku, a do czerwca 1990 wyprodukowano 149 maszyn tego typu.
Główną widoczną różnicą w porównaniu z AJ 37 był wydłużony o 10 cm statecznik pionowy tak jak w wersji Sk 37. Kadłub maszyny został wydłużony o 10 cm w tylnej części w celu zmieszczenia nowego mocniejszego silnika Volvo RM8B o ciągu z dopalaniem wynoszącym 125 kN. Zwiększona moc była bardzo pożądana dla maszyny pełniącej rolę obrony powietrznej, dlatego jednostka napędowa charakteryzowała się zwiększoną tolerancją na długotrwałe przeciążenia podczas lotu na wysokim pułapie i z dużymi prędkościami.
Struktura płatowca została wzmocniona, a w kabinie zainstalowano nowy fotel wyrzucany SAAB Mark 3 klasy zero-zero, w który wyposażono później wszystkie typy Viggenów. JA 37 był cięższy od AJ 37 o około 400 kg.
JA 37 posiadał również jako jedyny Viggen wbudowane uzbrojenie strzeleckie w postaci szwajcarskiego działka automatycznego Oerlikon KCA kalibru 30 mm z zapasem 150 sztuk amunicji. Pod skrzydłami i kadłubem znajdowało się tak samo jak w wersji AJ 37 siedem węzłów uzbrojenia podwieszanego, na których można było umieścić pociski Sidewinder i naprowadzane półaktywnie radiolokacyjnie Rb-71 Skyflash, będące licencyjną wersją brytyjskich pocisków Skyflash, które z kolei były ulepszoną wersją amerykańskich AIM-7 Sparrow.
Wyposażenie awioniczne stanowił między innymi nowy posiadający wiele trybów pracy radar Ericsson PS-46/A o zasięgu 48 km, zdolny do namierzenia celu również na tle ziemi. 
W 1975 Szwecja zaproponowała eksportową wersję Viggena oznaczoną jako Saab 37E Eurofighter jako następcę amerykańskich F-104 Starfighter dla europejskich krajów NATO, ale ostatecznie maszyna ta przegrała rywalizację z F-16 Fighting Falcon. Zbieżność nazwy Eurofighter z późniejszym europejskim programem Eurofighter Typhoon jest przypadkowa. Wytwórnia SAAB rozważała jeszcze inne możliwości sprzedaży Viggenów za granicę ale ostatecznie żadna transakcja nie doszła do skutku.

## Modyfikacje Viggenów

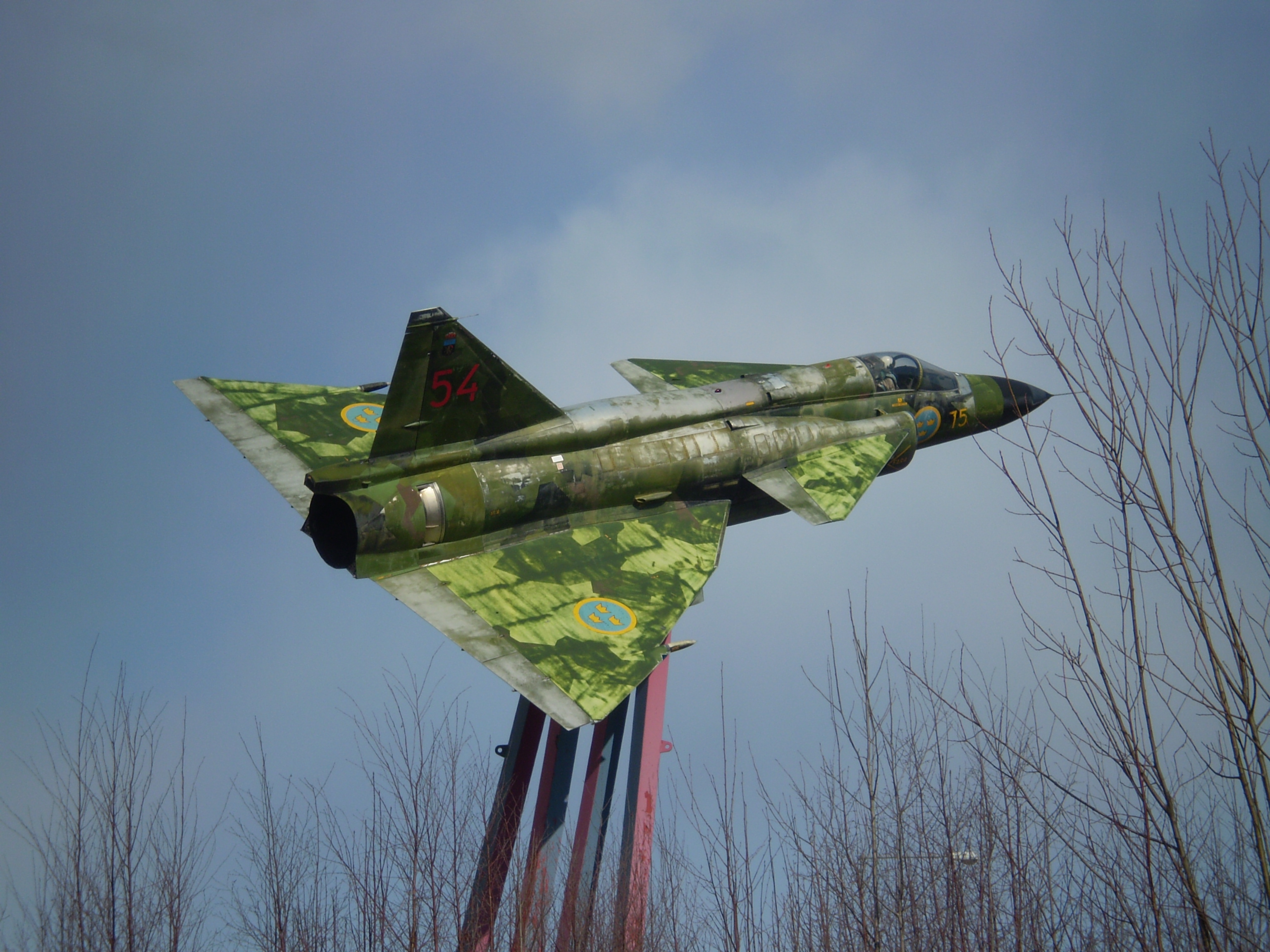
Viggen zachowany jako pomnik w mieście Söderhamn

W okresie użytkowanie samolotów Viggen wielokrotnie je modyfikowano poprzez unowocześnienie awioniki, oprogramowania i dostosowania do przenoszenia nowego uzbrojenia. Jedną z ważniejszych modyfikacji było przeprowadzone pod koniec lat 80. dostosowanie maszyn AJ 37 do przenoszenia pocisków Rb-75 będących licencyjną wersją amerykańskich AGM-65A Maverick, oraz nowocześniejszych wersji AIM-9L Sidewinder (szwedzkie oznaczenie Rb-74).
W 1992 rząd szwedzki podjął decyzję o rozpoczęciu programu unowocześnienia 115 maszyn wersji AJ 37, SF 37 i SH 37 do standardu samolotu wielozadaniowego AJS 37 (od Attack/Jakt/Spaning - szturmowy/myśliwski/rozpoznawczy). Ze względu na rozwijany równolegle program budowy samolotu Gripen, dostosowanie Viggenów do standardu AJS było wielokrotnie opóźniane. Również zakończenie zimnej wojny przyczyniło się do dalszych opóźnień, ale konieczność unowocześnienia Viggenów, które miały pełnić służbę do zastąpienia ich przez nowe samoloty Gripen doprowadziła ostatecznie do realizacji programu AJS 37.
Modernizacja polegała na zaimplementowaniu w starych maszynach nowocześniejszych systemów z Gripena, które jednocześnie umożliwiały użytkowanie nowoczesnego uzbrojenia i pozwoliły pilotom oswoić się z nowymi urządzeniami, w które miały być wyposażone Gripeny. Ostatecznie ze 115 zapowiadanych modyfikacji zrealizowano 98. Pozostałe, takie jak szklany kokpit, okazały się zbyt trudne do zrealizowania, ze względu na przestarzałą konstrukcję maszyn. Poza tym nie udało się zmodyfikować maszyn wszystkich trzech typów do jednego standardu, a główne usprawnienia polegały na dodaniu możliwości przenoszenia nowszego uzbrojenia.
Po modyfikacji powstałe z wersji AJ 37, SF 37 i SH 37 samoloty AJS 37 Viggen zyskały następujące możliwości:
- zdolność przenoszenia nowej szybującej bomby kasetowej DWS 39 i pocisku przeciwokrętowego Rb-15F, oraz przenoszenia sześciu pocisków Sidewinder zamiast dwóch. Radar został unowocześniony do standardu PS-371/A, takiego jak w SH 37 umożliwiając wykonywanie misji rozpoznawczych. Na bazie AJ 37 do standardu AJS 37 zmodyfikowano 48 maszyn.
- Zmodyfikowane do standardu AJSF 37 maszyny SF 37 posiadały system planowania misji i możliwość przenoszenia sześciu Sidewinderów, nadal jednak nie posiadały możliwości przenoszenia uzbrojenia ofensywnego. Początkowo planowano dodać radar w miejsce kamer, ale ostatecznie żadna maszyna nie została zmodyfikowana w ten sposób. Do standardu AJSF 37 zmodernizowano 25 maszyn.
- AJSH 37 posiadał te same możliwości przenoszenia uzbrojenia co AJS 37, a dodatkowo także zasobników z systemem Red Baron i LOROP.

Na początku lat 90. przeprowadzono modernizację samolotów JA 37 do wersji JA 37D zdolną między innymi do używania pocisków AIM-120B AMRAAM. Poza tym zmodernizowano systemy elektroniczne, radar i komputery pokładowe.

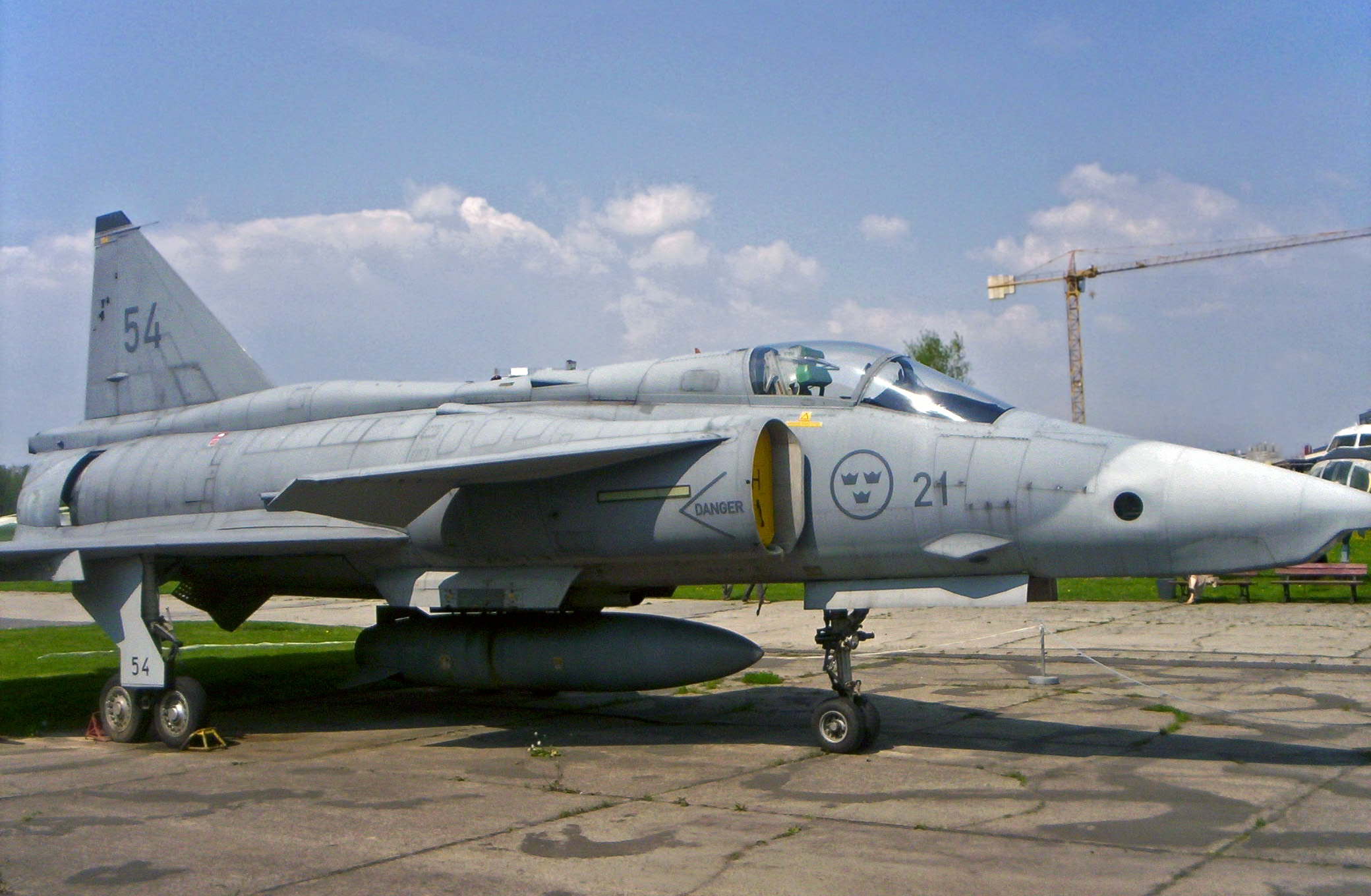
AJSF 37 Viggen o numerze fabrycznym 37954 w ekspozycji Muzeum Lotnictwa Polskiego w Krakowie

Po wycofaniu maszyn J 32E Lansen w 1997 przebudowano 14 Viggenów wersji Sk 37 na samoloty walki elektronicznej Sk 37E Stoer Viggen (nazywanej Erik). Modernizacja polegała na dodaniu dodatkowej aparatury zakłócającej i wyposażanie tylnego kokpitu operatora systemów w odpowiednie urządzenia elektroniczne. W drugiej kabinie znajdowały się także niezależne systemy komunikacji radiowej i panel kontrolny urządzeń zakłócających. Maszyny te służyły jako elektroniczny agresor do ćwiczeń szwedzkiej obrony powietrznej.
Ostatni lot bojowy należącego do Flygvapnet Viggena miał miejsce 25 listopada 2005 roku. Dwie maszyny nadal są utrzymywane w stanie zdolnym do lotu, głównie dla celów pokazowych.